# Royal Cappellen FC
Royal Cappellen Football Club es un club de fútbol belga de Kapellen en la provincia de Amberes. Está afiliado a la Real Asociación Belga con el número de matrícula 43 y tiene el amarillo y el rojo como colores del club. Actualmente compite en la División Nacional 1, tercer escalón del fútbol belga.

## Historia
El club Cappellen Football Club fue fundado en 1906 por unos jóvenes que no podían jugar en el entonces Victoria FC del municipio. Algún tiempo después se incorporaron a la Asociación Belga de Fútbol. Compitió en las divisiones regionales en los primeros años. Cuando se creó una tercera división nacional como nivel de promoción durante las expansiones de las divisiones en 1926, pudo competir en esa promoción en la serie nacional por primera vez.
Cappellen supo mantenerse firme y en los años siguientes acabó regularmente en lo más alto de la clasificación. Gracias a una victoria en su grupo en 1932, ascendieron por primera vez a Segunda División y luego en Tercera División. También pudieron mantenerse allí. En 1935/36 terminó cuarto, pero a sólo dos puntos del campeón de grupo, el FC Turnhout, por lo que estuvo a punto de ascender a la máxima categoría. En su trigésimo aniversario fue reconocido como “Royal Society” el 30 de mayo de 1937, el club adapta su nombre oficial a Cappellen Football Club (Royal Society). Este sigue siendo el nombre "oficial" del club en la actualidad, aunque en todos los documentos oficiales de la federación y del propio club se llama Royal Cappellen Football Club. Justo antes de la Segunda Guerra Mundial, el equipo terminó último de su grupo en Segunda y desciende a Tercera.
Después de la guerra, pudieron volver a subir a Segunda División para una temporada más en 1946, pero inmediatamente volvieron a descender a Tercera. En 1952, se introdujeron reformas de la competición en el fútbol belga, reduciendo el número de clubes en las divisiones superiores e introduciendo una nueva Cuarta División como nivel de ascenso en su lugar. Cappellen siguió jugando en Promoción, pero ahora estaba en Cuarta División en lugar de Tercera. Cappellen no pudo volver a subir y en 1958 finalmente cayó al Primer Provincial., alejado del fútbol nacional. En 1961 pudieron regresar brevemente, pero en 1967 el equipo volvió a retroceder. En 1970 el club volvió a la Promoción, pero en 1973 volvió a descender. También regresaron brevemente a la Promoción en 1976, pero después de un año volvieron a bajar. Esta vez la permanencia en la serie provincial se prolongaría y se hundirían más. Después de todo, a principios de la década de 1980 habían descendido a la Segunda Provincial .
Recién en 1989 lograron remontar el campeonato provincial y regresar a la Cuarta División nacional gracias al título de Primera Provincial. Cappellen siguió funcionando bien y dos años más tarde, en 1991, el equipo también ganó allí su serie y ascendió a Tercera División. Le siguió yendo bien allí, pero acabó en segundo lugar durante tres años. Primero después de Beerschot VAC, luego después de KVC Westerlo y en 1994 por detrás de Patro Eisden. El año pasado se introdujeron las rondas finales y Cappellen aún podía competir por el ascenso. Después de ganar en la última ronda contra KFC Herentals y Hoogstraten VV, en la final perdió 0-1 ante KVV Overpelt Fabriek y por lo tanto no ascendió. Sin embargo, esto fue un aplazamiento, porque un año después finalmente ganaron su grupo y así pudieron ascender directamente. El club volvió a jugar en Segunda División después de medio siglo. La estancia allí duró cinco temporadas. Desde 2000, el equipo volvió a jugar en Tercera División con resultados variables, hasta el descenso a Cuarta División en 2011. Sin embargo, después de 1 temporada, el equipo forzó su regreso a Tercera División al quedar campeón en Cuarta División C. En 2015 consiguió el título de tercera división. El club dominó todo el campeonato, pero finalmente no ascendería porque no se solicitó ninguna licencia para la Segunda división. A la temporada siguiente y debido a la reforma del sistema de ligas belga, pasa a jugar en la División 2 (cuarto nivel).
En esta categoría se mantendría 7 campañas hasta el ascenso en la 2022/23 a División Nacional 1. Al año siguiente acaba colista pero mantiene la categoría al desaparecer el Winkel Sport.

## Temporada a temporada
| Temporada | Nivel | Nivel | Nivel | Nivel | Nivel | Nivel | Denominación                                          | Puntuación                                            | Observaciones |                                        |
|           | I     | II    | P.II  | G.III |       |       |                                                       |                                                       | |                                        |
| --------- | ----- | ----- | ----- | ----- | ----- | ----- | ----------------------------------------------------- | ----------------------------------------------------- | --- | -------------------------------------- |
| 1911/12   |       |       |       | 6     |       |       | Tercera prov. Amberes                                 | 13                                                    | |                                        |
| 1912/13   |       |       |       | 2     |       |       | Tercera prov. Amberes                                 | 27                                                    | |                                        |
| 1913/14   |       |       | 5     |       |       |       | Segunda prov. Amberes                                 | 10                                                    | |                                        |
| 1914/15   |       |       |       |       |       |       |                                                       |                                                       | sin competición por I Guerra Mundial                                                                                       |                                        |
| 1915/16   |       |       |       |       |       |       |                                                       |                                                       | sin competición por I Guerra Mundial                                                                                       |                                        |
| 1916/17   |       |       |       |       |       |       |                                                       |                                                       | sin competición por I Guerra Mundial                                                                                       |                                        |
| 1917/18   |       |       |       |       |       |       |                                                       |                                                       | sin competición por I Guerra Mundial                                                                                       |                                        |
| 1918/19   |       |       |       |       |       |       |                                                       |                                                       | sin competición por I Guerra Mundial                                                                                       |                                        |
| 1919/20   |       |       | 3     |       |       |       | Segunda prov. Amberes                                 | 29                                                    | |                                        |
| 1920/21   |       |       | 4     |       |       |       | Segunda prov. Amberes                                 | 15                                                    | |                                        |
| 1921/22   |       |       | 6     |       |       |       | Segunda prov. Amberes                                 | 6                                                     | |                                        |
| 1922/23   |       |       | 6     |       |       |       | Segunda prov. Amberes                                 | 21                                                    | |                                        |
| 1923/24   |       |       | 8     |       |       |       | Segunda prov. Amberes                                 | 18                                                    | |                                        |
| 1924/25   |       |       | 10    |       |       |       | Segunda prov. Amberes                                 | 12                                                    | |                                        |
| 1925/26   |       |       | 3     |       |       |       | Segunda prov. Amberes                                 | 29                                                    | |                                        |
|           | I     | II    | III   | P.II  |       |       | desde 1926/27 hay 3 niveles nacionales                | desde 1926/27 hay 3 niveles nacionales                | desde 1926/27 hay 3 niveles nacionales                                                                                     | desde 1926/27 hay 3 niveles nacionales |
| 1926/27   |       |       | 7     |       |       |       | Tercera B                                             | 28                                                    | |                                        |
| 1927/28   |       |       | 3     |       |       |       | Tercera A                                             | 34                                                    | |                                        |
| 1928/29   |       |       | 4     |       |       |       | Tercera C                                             | 31                                                    | |                                        |
| 1929/30   |       |       | 8     |       |       |       | Tercera C                                             | 28                                                    | |                                        |
| 1930/31   |       |       | 7     |       |       |       | Tercera C                                             | 26                                                    | |                                        |
| 1931/32   |       |       | 3     |       |       |       | Tercera B                                             | 35                                                    | |                                        |
| 1932/33   |       |       | 1     |       |       |       | Tercera B                                             | 39                                                    | |                                        |
| 1933/34   |       | 9     |       |       |       |       | Segunda B                                             | 23                                                    | |                                        |
| 1934/35   |       | 12    |       |       |       |       | Segunda B                                             | 20                                                    | |                                        |
| 1935/36   |       | 4     |       |       |       |       | Segunda A                                             | 33                                                    | |                                        |
| 1936/37   |       | 5     |       |       |       |       | Segunda A                                             | 28                                                    | |                                        |
| 1937/38   |       | 9     |       |       |       |       | Segunda B                                             | 24                                                    | |                                        |
| 1938/39   |       | 14    |       |       |       |       | Segunda A                                             | 11                                                    | |                                        |
| 1939/40   |       |       |       |       |       |       |                                                       |                                                       | sin competición por II Guerra Mundial                                                                                      |                                        |
| 1940/41   |       |       |       |       |       |       |                                                       |                                                       | sin competición por II Guerra Mundial                                                                                      |                                        |
| 1941/42   |       |       | 3     |       |       |       | Tercera B                                             | 25                                                    | |                                        |
| 1942/43   |       |       | 6     |       |       |       | Tercera C                                             | 32                                                    | |                                        |
| 1943/44   |       |       | 3     |       |       |       | Tercera B                                             | 40                                                    | |                                        |
| 1944/45   |       |       |       |       |       |       |                                                       |                                                       | sin competición por II Guerra Mundial                                                                                      |                                        |
| 1945/46   |       |       | 1     |       |       |       | Tercera C                                             | 61                                                    | |                                        |
| 1946/47   |       | 15    |       |       |       |       | Segunda B                                             | 20                                                    | |                                        |
| 1947/48   |       |       | 11    |       |       |       | Tercera D                                             | 28                                                    | |                                        |
| 1948/49   |       |       | 11    |       |       |       | Tercera B                                             | 29                                                    | |                                        |
| 1949/50   |       |       | 7     |       |       |       | Tercera C                                             | 33                                                    | |                                        |
| 1950/51   |       |       | 8     |       |       |       | Tercera D                                             | 29                                                    | |                                        |
| 1951/52   |       |       | 15    |       |       |       | Tercera C                                             | 22                                                    | |                                        |
|           | I     | II    | III   | IV    | P.I   | P.II  | desde 1952/53 hay 4 niveles nacionales                | desde 1952/53 hay 4 niveles nacionales                | desde 1952/53 hay 4 niveles nacionales                                                                                     | desde 1952/53 hay 4 niveles nacionales |
| 1952/53   |       |       |       | 13    |       |       | Cuarta A                                              | 23                                                    | |                                        |
| 1953/54   |       |       |       | 6     |       |       | Cuarta D                                              | 31                                                    | |                                        |
| 1954/55   |       |       |       | 3     |       |       | Cuarta D                                              | 38                                                    | |                                        |
| 1955/56   |       |       |       | 13    |       |       | Cuarta B                                              | 26                                                    | |                                        |
| 1956/57   |       |       |       | 10    |       |       | Cuarta C                                              | 28                                                    | |                                        |
| 1957/58   |       |       |       | 15    |       |       | Cuarta A                                              | 21                                                    | |                                        |
| 1958/59   |       |       |       |       | 6     |       | Primera prov. Amberes                                 | 32                                                    | |                                        |
| 1959/60   |       |       |       |       | 13    |       | Primera prov. Amberes                                 | 27                                                    | |                                        |
| 1960/61   |       |       |       |       | 2     |       | Primera prov. Amberes                                 | 41                                                    | |                                        |
| 1961/62   |       |       |       | 6     |       |       | Cuarta C                                              | 32                                                    | |                                        |
| 1962/63   |       |       |       | 7     |       |       | Cuarta B                                              | 33                                                    | |                                        |
| 1963/64   |       |       |       | 5     |       |       | Cuarta C                                              | 31                                                    | |                                        |
| 1964/65   |       |       |       | 3     |       |       | Cuarta C                                              | 37                                                    | |                                        |
| 1965/66   |       |       |       | 8     |       |       | Cuarta C                                              | 32                                                    | |                                        |
| 1966/67   |       |       |       | 15    |       |       | Cuarta C                                              | 18                                                    | |                                        |
| 1967/68   |       |       |       |       | 12    |       | Primera prov. Amberes                                 | 23                                                    | |                                        |
| 1968/69   |       |       |       |       | 12    |       | Primera prov. Amberes                                 | 28                                                    | |                                        |
| 1969/70   |       |       |       |       | 1     |       | Primera prov. Amberes                                 | 43                                                    | |                                        |
| 1970/71   |       |       |       | 3     |       |       | Cuarta B                                              | 35                                                    | |                                        |
| 1971/72   |       |       |       | 9     |       |       | Cuarta D                                              | 28                                                    | |                                        |
| 1972/73   |       |       |       | 16    |       |       | Cuarta D                                              | 14                                                    | |                                        |
| 1973/74   |       |       |       |       | 4     |       | Primera prov. Amberes                                 | 35                                                    | |                                        |
| 1974/75   |       |       |       |       | 4     |       | Primera prov. Amberes                                 | 40                                                    | |                                        |
| 1975/76   |       |       |       |       | 1     |       | Primera prov. Amberes                                 | 45                                                    | |                                        |
| 1976/77   |       |       |       | 14    |       |       | Cuarta B                                              | 24                                                    | |                                        |
| 1977/78   |       |       |       |       | 5     |       | Primera prov. Amberes                                 | 32                                                    | |                                        |
| 1978/79   |       |       |       |       | 15    |       | Primera prov. Amberes                                 | 17                                                    | |                                        |
| 1979/80   |       |       |       |       |       | 8     | Segunda prov. Amberes                                 | 31                                                    | |                                        |
| 1980/81   |       |       |       |       |       | 6     | Segunda prov. Amberes                                 | 32                                                    | |                                        |
| 1981/82   |       |       |       |       |       | 6     | Segunda prov. Amberes                                 | 31                                                    | |                                        |
| 1982/83   |       |       |       |       |       | 1     | Segunda prov. Amberes                                 | 46                                                    | |                                        |
| 1983/84   |       |       |       |       | 12    |       | Primera prov. Amberes                                 | 26                                                    | |                                        |
| 1984/85   |       |       |       |       | 14    |       | Primera prov. Amberes                                 | 23                                                    | |                                        |
| 1985/86   |       |       |       |       | 10    |       | Primera prov. Amberes                                 | 28                                                    | |                                        |
| 1986/87   |       |       |       |       | 12    |       | Primera prov. Amberes                                 | 25                                                    | |                                        |
| 1987/88   |       |       |       |       | 11    |       | Primera prov. Amberes                                 | 28                                                    | |                                        |
| 1988/89   |       |       |       |       | 2     |       | Primera prov. Amberes                                 | 40                                                    | |                                        |
| 1989/90   |       |       |       | 5     |       |       | Cuarta B                                              | 38                                                    | |                                        |
| 1990/91   |       |       |       | 1     |       |       | Cuarta B                                              | 46                                                    | |                                        |
| 1991/92   |       |       | 2     |       |       |       | Tercera B                                             | 40                                                    | |                                        |
| 1992/93   |       |       | 2     |       |       |       | Tercera B                                             | 41                                                    | |                                        |
| 1993/94   |       |       | 2     |       |       |       | Tercera B                                             | 48                                                    | |                                        |
| 1994/95   |       |       | 1     |       |       |       | Tercera B                                             | 49                                                    | |                                        |
| 1995/96   |       | 14    |       |       |       |       | Segunda                                               | 38                                                    | |                                        |
| 1996/97   |       | 5     |       |       |       |       | Segunda                                               | 58                                                    | |                                        |
| 1997/98   |       | 8     |       |       |       |       | Segunda                                               | 47                                                    | |                                        |
| 1998/99   |       | 15    |       |       |       |       | Segunda                                               | 33                                                    | |                                        |
| 1999/00   |       | 18    |       |       |       |       | Segunda                                               | 12                                                    | |                                        |
| 2000/01   |       |       | 9     |       |       |       | Tercera A                                             | 39                                                    | |                                        |
| 2001/02   |       |       | 13    |       |       |       | Tercera A                                             | 28                                                    | |                                        |
| 2002/03   |       |       | 10    |       |       |       | Tercera A                                             | 35                                                    | |                                        |
| 2003/04   |       |       | 5     |       |       |       | Tercera A                                             | 49                                                    | |                                        |
| 2004/05   |       |       | 2     |       |       |       | Tercera A                                             | 58                                                    | |                                        |
| 2005/06   |       |       | 2     |       |       |       | Tercera A                                             | 59                                                    | |                                        |
| 2006/07   |       |       | 6     |       |       |       | Tercera A                                             | 45                                                    | |                                        |
| 2007/08   |       |       | 4     |       |       |       | Tercera B                                             | 56                                                    | |                                        |
| 2008/09   |       |       | 12    |       |       |       | Tercera B                                             | 32                                                    | |                                        |
| 2009/10   |       |       | 15    |       |       |       | Tercera A                                             | 39                                                    | |                                        |
| 2010/11   |       |       | 16    |       |       |       | Tercera A                                             | 35                                                    | |                                        |
| 2011/12   |       |       |       | 1     |       |       | Cuarta C                                              | 59                                                    | |                                        |
| 2012/13   |       |       | 6     |       |       |       | Tercera A                                             | 51                                                    | |                                        |
| 2013/14   |       |       | 12    |       |       |       | Tercera B                                             | 42                                                    | |                                        |
| 2014/15   |       |       | 1     |       |       |       | Tercera B                                             | 73                                                    | Cappellen no solicitó licencia de Segunda división                                                                         |                                        |
| 2015/16   |       |       | 11    |       |       |       | Tercera B                                             | 49                                                    | |                                        |
|           | 1A    | 1B    | 1Am   | 2Am   | 3Am   | P.I   | desde 2016-17 hay 3 niveles nacionales y 2 regionales | desde 2016-17 hay 3 niveles nacionales y 2 regionales | desde 2016-17 hay 3 niveles nacionales y 2 regionales                                                                      |                                        |
| 2016/17   |       |       |       | 12    |       |       | Segunda Div. Afic. VFV B                              | 36                                                    | |                                        |
| 2017/18   |       |       |       | 9     |       |       | Segunda Div. Afic. VFV B                              | 41                                                    | |                                        |
| 2018/19   |       |       |       | 7     |       |       | Segunda Div. Afic. VFV B                              | 41                                                    | |                                        |
| 2019/20   |       |       |       | 4     |       |       | Segunda Div. Afic. VFV B                              | 36.59                                                 | La competición se detuvo tras la jornada 24 debido al COVID-19 . Los puntos se dividieron por el número de juegos jugados. |                                        |
| 2020/21   |       |       |       | -     |       |       | División 2 VFV B                                      | -                                                     | sin competición por COVID-19                                                                                               |                                        |
| 2021/22   |       |       |       | 4     |       |       | División 2 VFV B                                      | 53                                                    | |                                        |
| 2022/23   |       |       |       | 1     |       |       | División 2 VFV B                                      | 66                                                    | ascenso |                                        |
| 2023/24   |       |       | 18    |       |       |       | División Nacional 1                                   | 27                                                    | |                                        |